# Eva Armisén
Eva Armisén, (Zaragoza, 1969) es una pintora e ilustradora española. Fue ganadora, en su VI edición, del premio de Artes Plásticas 2020, otorgado por el Heraldo de Aragón.

## Trayectoria
Armisén nació en Zaragoza en 1969. Se licenció de Bellas Artes por la Universidad de Barcelona. Empezó a pintar por timidez desde niña. Perteneciente a una familia en donde su madre fue profesora de educación especial y padre ingeniero industrial de quienes recibió valores que le ayudaron a formarse como artista.
Se especializó en pintura en la Rietveld Akademie en Ámsterdam. Obtuvo una beca por la Fundación Joan Miró para formarse en Palma de Mallorca y en el taller museo de grabados de Fuendetodos. Armisén ha expuesto sus obras en galerías y museos de todo el mundo, entre ellos el Museo Sejong y Hangaran Art Museum en Seúl, y en otra muchas ciudades, como Los Ángeles, Hong Kong, Singapur, Lisboa, Taipéi, Shanghái y Melbourne. Con su obra también ha participado en campañas de publicidad en Las Vegas, Washington, San Francisco o Nueva York y ha colaborado con marcas como Nike o Coca-Cola y con sitios públicos en Corea del Sur. En televisión sus cuadros han aparecido en series como House y Parenthood. Ha estado vinculada a diferentes proyectos editoriales en Europa y Asia. Armisén es conocida como la pintora de la felicidad, bautizada de esta manera por los coreanos gracias a su trabajo y trayectoria en el país asiático. En 2013 participó en una exposición y performance en una galería en Busan. En 2016 colaboró con las “Haenyeo” en su candidatura para ser declaradas Patrimonio inmaterial de la humanidad y en 2017 ilustró el libro Mom is a Haenyeo, donde se explica la historia de las Haenyeo (Mujeres buceadoras de la isla de Jeju). 
El 2 de noviembre de 2018 publicó un audiolibro infantil titulado Tengo un papel, donde figura como coautora junto a Marc Parrot, así como el libro Evasions, en el que Eva Piquer es autora de los textos y Armisén de las ilustraciones. En abril de 2019 participó en la 15.ª edición de Món Llibre, convirtiendo el barrio del Raval en un espacio para la lectura, la diversión y el entretenimiento, donde las niñas y los niños puedan acercarse a los libros de una forma lúdica y original. Ese mismo año publicó Todos a comer y ¿Qué me está pasando?, ambos en coautoría con Marc Parrot.
En 2020 presentó su obra en la galería Espacio sin título, en Madrid. Ese mismo año diseñó la campaña de Nomgshim en Estados Unidos, en donde ilustraba a las familias que pasean por Las Vegas. Fue la creadora del cartel "Caminar transforma", para la séptima edición de la Magic Line SJD 2020, una movilización solidaria a favor de las personas más vulnerables.
En 2021 ilustró el libro Como antes de todo, de la autora Eva Piquer, y en ese mismo año, junto al artesano y ceramista Toño Naharro, colaboró en la exposición Vida, dentro del ciclo Mujeres en el Arte del que ella es autora.
En febrero de 2022 inaugura en La Lonja de Zaragoza la exposición Alegría, integrada por más de doscientas piezas entre pinturas, esculturas y cerámicas distribuidas en ocho espacios temáticos conectados con su trayectoria personal y su forma de entender la vida y el arte.

## Reconocimientos
En 2020, Armisén fue reconocida con el Premio de Artes Plásticas concedido por el Heraldo de Aragón.

## Obra
Armisén se destaca por poseer obras con mucho colorido, optimismo, poética e inclusive arte naif. Su obra busca la reflexión y expresar emociones. Sus ilustraciones las acompaña con palabras o frases que representen lo que busca trasmitir con la obra.

### Exposiciones
2010
- Alphabet soup GaleríaSP. Seúl.[27]

- Verano Galería ArtePeriférica. Lisboa.

- Una cabeza sembrada. Galería Arana Poveda. Madrid.

2011
- Casa Eva Intalación pública, temtplaza (Sino group) Hong Kong.

- Lotte Avenuel. Exposición itinerante. Seúl and Busan, Corea.

- Un punto por cada deseo Galería Arte Periférica. Lisboa.

- Sunny side up Galería Andrew Shire. Los Ángeles.

2012
- Un día especial Galería A de Arte. Zaragoza.

- Exposición itinerant eSeúl, Pusan y Daegu. Corea.
- Haciendo planes» Galería Alba Cabrera. Valencia, España.

2013
- Soul Art Space. Busan, Corea.
- Seoul Auction. Exposición itinerante Seúl y Pusan, Corea.

- Perfect Day. Galería Andrew Shire. Los Ángeles.

2014
- Galería Jeong. Daegu, Corea.

- Jan Heung Art Park. Gyeonggi-do, Corea.

- Centro de ArteInsa. Seúl.

- Batidas. Galería Arte Periférica. Lisboa.

- Sopa de Letras. GaleríaAlba Cabrera. Valencia.

2015
- Ready, Steady, Go! Galería CMay. Los Ángeles.

- Vida. Gallery by the Harbour, Hong Kong.

- Ocoração para a cabeçã. Galería Arte Periferica. Lisboa.

- Amor. Galería Art N. Shanghái.

2016
- Shooting star. Gana Centro de Arte. Seúl.

2017
- Infinito. Galería Alba Cabrera. Valencia.

- 30. Galería Cromo. Barcelona.

- Ode to Art. Singapur.

- Galería Manyung. Australia.

- Lotte World Tower. Seúl.

2018
- Home. Museo Hangaram, Centro de las Artes de Seúl. Corea.

- Blooming. Cromo Gallery by the Harbour. Hong Kong.

2019
- Vida. Galería Alba Cabrera, Valencia. España.

- Home Centro de las Artes de Busan. Corea.

- Home. Sala de MBCDaegu. Corea.

- Home. Centro de las Artes de Cheonan. Corea.

2020
- Life. Museo Sejon. Seúl, Corea.

2021
- Life. Ayuntamiento de Navarrete.[22]

2022
- Alegría. La Lonja, Zaragoza. España.[28]

### Libros
- 2018 Evasions - ISBN 9788416670512.[29]
- 2018 Tengo un papel - ISBN 9788494783586.[30]

- 2019 Mamá y el mar - ISBN 9788417333713.[31]
- 2019 Todos a comer - ISBN 9788494883293.
- 2019 ¿Qué me está pasando? - ISBN 9788417749019.

- 2021 Como antes de todo - ISBN 9788418253027.